# 洛尔朗日
洛尔朗日（法語：Lorlanges，法語發音：[lɔʁlɑ̃ʒ]）是法国上卢瓦尔省的一个市镇，属于布里尤德区。

## 地理
洛尔朗日（45°20'9"N, 3°15'59"E）面积14.49 平方千米，位于法国奥弗涅-罗讷-阿尔卑斯大区上盧瓦爾省，该省份为法国中南部省份，北起多姆山省和卢瓦尔省，西接康塔爾省，南至洛泽尔省，东临阿尔代什省。
与洛尔朗日接壤的市镇（或旧市镇、城区）包括：埃斯帕朗、莱奥图万、圣博齐尔、圣热龙。

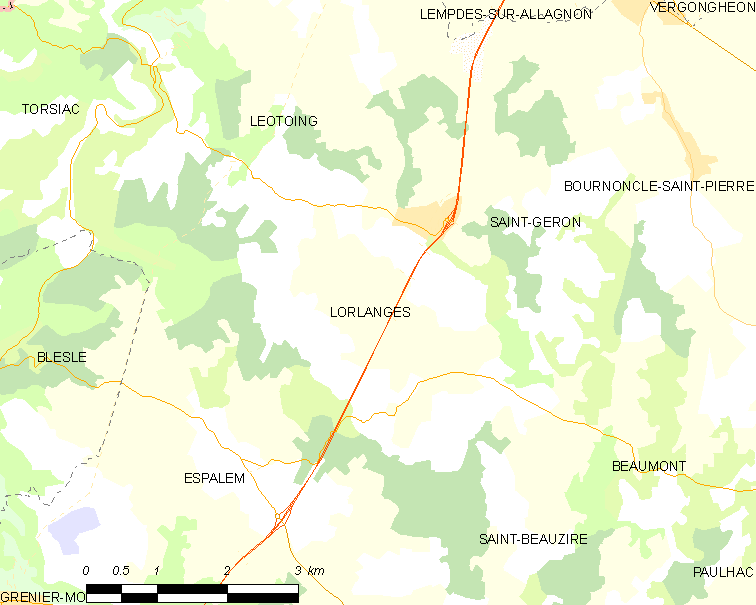
洛尔朗日的OSM定位图

洛尔朗日的时区为UTC+01:00、UTC+02:00（夏令时）。

## 行政
洛尔朗日的邮政编码为43360，INSEE市镇编码为43123。

## 政治
洛尔朗日所属的省级选区为圣弗洛里娜县。

## 人口

1962-2008年间洛尔朗日人口变化图示

洛尔朗日于2022年1月1日时的人口数量为423人。